# Industria Venezolana de Aluminio
Industria Venezolana de Aluminio C.A. (CVG Venalum), es una empresa estatal venezolana ubicada en la zona industrial de Matanzas, Ciudad Guayana, estado Bolívar, encargada de producir y comercializar aluminio primario a partir de la bauxita a nivel nacional e internacional.
Su producción disminuyó desde la crisis energética de Venezuela en el 2009. En marzo de 2019 se paralizó su producción debido a un apagón en el país llegándose a declarar un cierre técnico. En 2021 se ha recuperado el 10 % de la producción.
Fue en su momento la «mayor reductora de aluminio primario más grande de Venezuela y Latinoamérica».

## Historia
En 1973 se constituyó la empresa Industria Venezolana de Aluminio C. A., CVG Venalum con el objetivo de producir aluminio primario en diversas formas para fines de exportación durante el primer gobierno de Rafael Caldera. La planta se ubica un terreno estratégico de 145 Hectáreas, con abundancia de agua y capacidad de energía eléctrica a orillas del río Orinoco, recursos básicos para la industria, con una capacidad inicial y una línea de producción de 150 mil ton/año. Para 1974 se agrega una segunda línea de producción aumentando su capacidad a 280 mil ton/año. En 1977 se logra culminar el proyecto de cuatro línea de producción para alcanzar las 720 celdas.  La Industria Venezolana de Aluminio C. A. (CVG Venalum) fue inaugurada oficialmente el 10 de junio de 1978.  Al igual que Aluminio del Caroní, ambas se constituyeron en la misma zona industrial de Matanzas. En 1985 se inicia un proyecto de ampliación de una V línea con 180 celdas de tecnología de Noruega que culmina en 1989 donde se instalan 5 celdas experimentales tipo V-350 de tecnología venezolana. El 29 de mayo de 1985 sale el primer embarque de aluminio de Ciudad Guayana hacia Yokohama, Japón. La motonave venezolana "Lara" zarpó con 15,000 toneladas elaboradas en la estatal Venalum. Seguirían otros buques Guárico, Carabobo y Zulia, pertenecientes a la Compañía Anónima Venezolana de Navegación (CAVN).
En febrero de 2005 obtuvo récords históricos de producción, llegando ese mes a producir 33,000 tm de aluminio y  durante el 2004 una producción anual de 452 073 tm.
A partir de 2009  fue obligada a apagarse 360 celdas por la crisis de electricidad en el país. Durante 2015 la empresa trabajo con 181 celdas para diciembre de 2016 se logró recuperar parte de las celdas llegando a 312 celdas Para 2019 se estaban haciendo esfuerzos para reabrir la producción para lo cual se necesitaban 1000 millones de dólares para reactivar sus 905 celdas electrolíticas y la planta de carbón. Sin embargo la Crisis energética del apagón ocurrido en marzo de 2019 afectó mucho a la industria quedando paralizada sus operaciones.  En marzo de 2021, su producción hace uso de 74 celdas que representa menos del 10% de su capacidad instalada.
A mediados de junio de 2021 el ministro de industrias Tarek El Aissami aprobó el desmontaje de 360 celdas P-19 de las líneas 3 y 4 de la empresa, esta operación ha sido criticado por diferentes trabajadores, el ex directivo del sindicato Manuel Díaz expreso se está procediendo al desmantelamiento para ser vendido como chatarra y como consecuencia traerá problemas sociales y laborales En diciembre estarían trabajando unas 145 celdas de las 905 que dispone. El programa de inicio de desmontar 360 celdas fue suspendido, solo desmontaron 49 celdas P-19 que fueron fundidas y vendidas ante la denuncia del expresidente del Sindicato de Trabajadores Profesionales de Venalum, Manuel Díaz,
Para junio de 2022 Venalum mantenía 183 celdas funcionando, recordando que en 2016 no funcionaba ni una celda. Existe una presión sobre los mil seiscientos trabajadores para aumentar la producción, la falta de equipos de seguridad y mantenimiento de la planta ha provocado en los primeros diez meses de 2022 accidentes que no están siendo reportados ante el Instituto Nacional de Prevención, Seguridad y Salud Laboral (Inpsasel). Contabilizando 85 accidentes laborales: La empresa está siendo abastecida de materia prima nacional entregada por la CVG Bauxilum C.A.
En agosto de 2024 un apagón general de casi 13 horas causó daños en algunas de la 200 celdas electrolíticas, que fue denunciado por trabajadores de la empresa a través de un video. Los trabajadores explicaron que esto ocurre por una sobrecarga en las celdas, que deben ser alimentadas para evitar que se apaguen. Al no contar con la energía eléctrica, se enfrían y al volver la electricidad, generaron chispas.
Desde 2019 hasta el año 2025 han transcurrido cinco años, explicó el economista José Luis Alcocer dijo que más de treinta mil trabajadores de las empresas básicas se encuentran en sus casas porque las empresas casi no funcionan, empresas como Venalum apenas se encuentra produciendo el 15 por ciento de su capacidad instalada

## Operaciones
La capacidad instalada inicial de Venalum en 1977, el mayor productor de aluminio primario en Latinoamérica es de 430 000t/a, pero en 2011 su capacidad operacional se redujo a menos del 50%.. El 75% de su producción está destinado a proveer mercados internacionales como los Estados Unidos, Europa y Japón. El 25% restante es para el territorio nacional. CVG Venalum forma parte del sector Aluminio Nacional. Venalum es controlada por la holding estatal de la industria pesada Corporación Venezolana de Guayana (CVG).
La Planta trabaja con 905 celdas: 720 celdas de tecnología Reynolds (EE. UU.), 180 celdas con tecnología Hydro Aluminium (Noruega) y 5 celdas tipo V-350 experimentales de tecnología nacional sustentada por ingenieros venezolanos con una capacidad de producción es de 430 000 toneladas anuales de aluminio.
Posee tres plantas principales: 
- Planta de carbón donde se fabrican los ánodos a partir del coque, alquitrán. Cuenta con un ambiente para el tratamiento de los ánodos verdes a partir del coque de petróleo, alquitrán y se recicla los ánodos usados.[28]
- Planta de reducción electrolítica donde se obtiene el aluminio primario a partir de la electrólisis de la alúmina y donde están dispuestas en cinco líneas las celdas electrolíticas.
- Planta de colada donde se procesa el aluminio primario transformándolo en lingotes y cilindros para extrusión.

Entre sus principales productos elaborados se presentan.
- Lingotes de 10 kg.
- Lingotes de 22 kg.
- Cilindros para extrusión.